# 就業歧視
就业歧视是指雇主基于求職者年龄、种族、性别、宗教、国籍、身体或身心障礙、性取向或性别认同而做出的歧视行為。被歧視者由于其性别、种族、身心障礙、宗教等原因在找工作方面與其他人有不同的待遇。 
在中華人民共和國，年龄歧视已成为該国就业中最普遍的一种歧视现象。該國有超过八成的35岁以上求职者感觉自己在求职过程中遭遇了年龄歧视。35岁以上的求职者中，有近一半因收入下降而从中高收入群体降至低收入群体。一般公司對於中高齡轉職的求職者比較沒有意願錄取，只有少數公司基於內部培訓的因素，在招募求職者時不挑選年齡與經驗。